# 點火開關

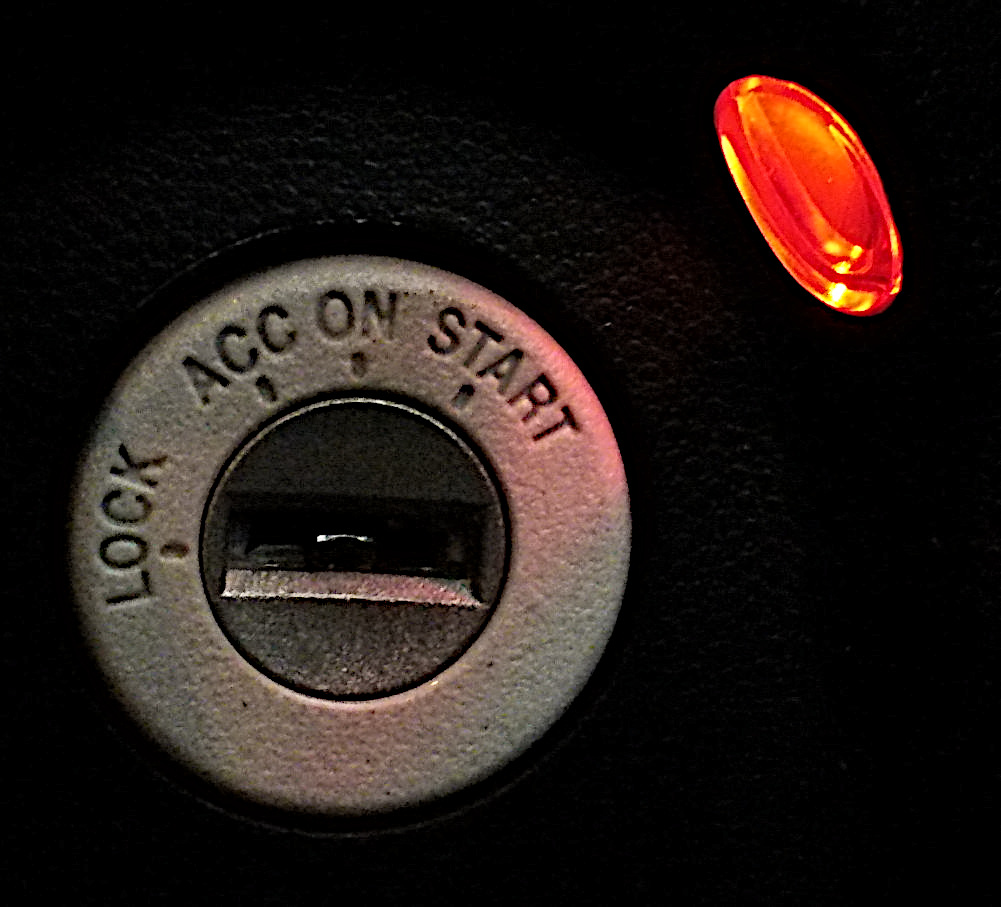
汽車中的點火開關

點火開關（英語：ignition switch），是機動車輛控制系統的開關，會啟動汽車內的主電力系統，以及配件系統（例如收音機、電動車窗等）。內燃機車輛上的點火開關會啟動起動器螺線管及点火系统元件（包括发动机控制器和點火線圈），也常和啟動馬達的啟動器合併。
早期的點火開關是鑰匙開關，需要特定的锁匙插入才能解鎖。現在的汽車中有些仍有這類的機械開關，而且有些會結合发动机防盗锁止系统，在偵測到锁匙中應答器時才啟動開關功能。有些新車是用無鑰匙系統，用按钮取代鑰匙開關，仍需要應答器信號才能啟動。
有時點火開關也會被破解，例如將點火開關的接線拆下，直接短接處理，這稱為短接启动。
汽車的點火開關各檔位如下：
- START：啟動馬達通電以發動引擎
- ON：全車主電力系統通電並執行自我檢查，俗稱「紅火」，引擎發動成功後會回到此檔位
- ACC：僅汽車音響等配件通電
- LOCK：全車電力系統斷電（除了車內小燈及防盜系統），並可鎖定方向盤